# 帝王蚶蜊
帝王蚶蜊（学名：Glycymeris imperialis），是魁蛤目蚶蜊科蚶蜊属的一种。主要分布于韩国、台湾，常栖息在浅海沙底。
其种加词“imperialis”意为“帝王的”。